# Villa Fondary
Pour les articles homonymes, voir Fondary.
La villa Fondary est une voie du 15e arrondissement de Paris, en France.

## Situation et accès
La villa Fondary est une voie située dans le 15e arrondissement de Paris. Elle débute au 81, rue Fondary et se termine en impasse.

## Origine du nom
Elle porte ce nom en raison de sa proximité avec la rue Fondary.